# Перейра, Йоан
Йоа́н да Си́лва Пере́йра (порт. Yoan da Silva Pereira; родился 8 апреля 2008, Люксембург) — португальский и люксембургский футболист, вингер клуба «Порту».

## Клубная карьера
Родился в Люксембурге и начинал заниматься футболом в местных командах «Роданж 91» и «Расинг Унион». Зимой 2022 года попал в португальскую академию «Алба», а летом — в «Порту». В декабре 2024 года подписал свой первый профессиональный контракт с «драконами».

## Карьера в сборной
В мае-июне 2025 года вместе со сборной Португалии до 17 лет принял участие на чемпионате Европы, выиграв турнир.

## Достижения
Сборная Португалии (до 17 лет)
- Чемпион Европы до 17 лет: 2025